# Doces Palavras
Doces Palavras é o décimo terceiro álbum de estúdio da cantora brasileira Fafá de Belém, lançado em 1991, pela gravadora RCA.

## Faixas

### Lado A
| N.º | Título                                             | Compositor(es)                                               | Duração |  |
| 1.  | "Amor da Minha Vida"                               | Michael Sullivan, Paulo Massadas                             | 4:51    |  |
| 2.  | "Águas Passadas" (Part. Zezé Di Camargo & Luciano) | Paulo Debétio, Paulinho Rezende                              | 4:38    |  |
| 3.  | "Um Homem Que Amei (Someone That I Use to Love)"   | G. Doffin, M. Masser / Versão: Fafá de Belém, Pedro Monteiro | 4:05    |  |
| 4.  | "Mula Capenga"                                     | Galileu Arruda                                               | 3:09    |  |
| 5.  | "Vou Brigar Com O Mundo"                           | Leonardo                                                     | 4:59    |  |
| 6.  | "Tô Carente"                                       | Ed Wilson, Solange de César                                  | 3:50    |  |

### Lado B
| N.º | Título                                                             | Compositor(es)                   | Duração |  |
| 1.  | "Que Queres Tu De Mim"                                             | Evaldo Gouveia, Jair Amorim      | 3:05    |  |
| 2.  | "Coração Xonado"                                                   | César Augusto, César Rossini     | 4:39    |  |
| 3.  | "Doces Palavras" (Part. Roupa Nova)                                | Paulo Debétio, Paulinho Rezende  | 4:44    |  |
| 4.  | "Dê Uma Chance ao Coração" (Part. Michael Sullivan e Lia Monteiro) | Michael Sullivan, Paulo Massadas | 4:40    |  |
| 5.  | "Minha Vida em Tuas Mãos"                                          | Michael Sullivan, Paulo Massadas | 4:52    |  |
| 6.  | "Minha Paixão"                                                     | Augusto César, Carlos Colla      | 3:58    |  |